# 大橋宗与 (3代)
三代大橋宗与（さんだいおおはしそうよ、1648年（慶安元年）-1728年5月13日（享保13年4月5日））は江戸時代の将棋指し。六世名人。将棋家元三家の一つ大橋分家三代当主。初代大橋宗桂の曾孫。初代大橋宗与の孫。二代大橋道仙の子。四代大橋宗与（大橋宗民）の父。本来の表記は大橋宗與。

## 経歴
父の二代道仙の死を受けて1659年（万治2年）に家を継ぐ。1682年（天和2年）に御城将棋に初出勤。時の名人（三世）は初代伊藤宗看であり、その実子で大橋本家を継いだ五代大橋宗桂や、養子で伊藤家を継いだ二代伊藤宗印に宗与は棋力の面で圧倒されていた。1685年（貞享2年）に、前年の対局で宗桂に角落ちで勝利したこともあり、宗桂との手合いを角落ちから香落ちに引き上げてもらえるよう勝手に寺社奉行に願い出て、宗桂の怒りを買っている。宗桂の抗議にもかかわらず同年の御城将棋では香落ちと角落ちの二番で対局することなったが、宗与が二連敗している。1689年（元禄2年）にも宗桂に角落ちで敗れた。
1691年（元禄4年）に名人の宗看が引退すると、宗桂が四世名人に襲位した。1694年（元禄7年）、御城将棋での対局命令を受けた宗与が理由は不明ながら出仕せず、御城将棋が実施されないという事態が発生し、宗桂が寺社奉行から叱責を受けている。
1713年（正徳3年）に宗桂が死去すると、年下の宗印が五世名人に襲位する。宗印との対戦成績は下手香落ちでは10勝2敗であったものの、平手では9戦全敗であった。
1716年（享保元年）に八段に昇段したとき、図式の献上を命じられている。
宗印が1723年（享保8年）12月2日に死去すると、1723年(享保8年)に、76歳という最高齢で六世名人襲位。これは、若い三代伊藤宗看が育つまでのいわゆる中継ぎだったと言われる。また、近年になって、宗印の生前に宗与に将棋所が譲られていたことも分かっている。
1724年（享保9年）、77歳で御城将棋に出勤。これは御城将棋の歴史で最年長記録となる。大橋本家を継いだばかりの宗寿（八代大橋宗桂）と飛香落ちで対戦し敗れている。
1727年（享保12年）1月、寺社奉行の命令で将棋・碁の起源についての由来書を提出するよう指示を受け、将棋三家・囲碁四家の当主と協議した上でこれを提出した。
1728年（享保13年）に死去。これより前、宗与は三代宗看を差し置いて自分の子の大橋宗民（四代宗与）を次期名人とすべく、将棋所の権限を濫用して宗民を三代宗看より先に八段に昇段させたため、1724年（享保9年）に他の二家の異議により寺社奉行から注意を受けたことがあった。死に臨むにあたり、「次期名人は宗看と宗民との争い将棋により決すべし」との遺言を残し再び物議を醸したが、寺社奉行が仲裁に入るという異例の事態の結果、宗与の遺言は無効とされ、宗看が七世名人を襲位することになった。

## 詰め将棋
献上図式は『象戯作物』という。序は林信充。通称は1833年（天保4年）に開板されたときの名称である『将棋養真図式』が定着している。『宗与図式』とも呼ばれる。大半が初代宗看の『将棋駒競』からの改作か、あるいは不完全作であり、作風にも統一が見られないため、図式の体裁を急遽取り繕うため門弟たちの代作をかき集めたものと推測されている。後世の評価も低いが、一部には宗与独自の工夫と見られる作品もあるという。

## 参考資料
- 加藤治郎『日本将棋大系　第3巻　五代大橋宗桂・宗銀＝印達』（筑摩書房、1978年）
  - 山本亨介「人とその時代三（五代大橋宗桂・大橋宗銀・伊藤印達）」（同書253頁所収）
- 花村元司『日本将棋大系　第4巻　二代伊藤宗印・三代大橋宗与』（筑摩書房、1978年）
  - 山本亨介「人とその時代四（二代伊藤宗印・三代大橋宗与）」（同書247頁所収）
- 内藤國雄『日本将棋大系別巻2 図式集 中』（筑摩書房、1979年）
  - 山本亨介「図式集 中 人と作品」（同書235頁所収）
- 増川宏一『碁打ち・将棋指しの江戸』（平凡社、1998年）
- 東公平『甦る江戸将棋 第13回』（『近代将棋』2005年11月号78頁）及び『甦る江戸将棋 第14回』（『近代将棋』2005年12月号84頁）
- 茶屋軒三・西條耕一「江戸の名人」（『将棋世界』2011年8月号128-133頁）